# کتالم و سادات‌شهر
کتالم و سادات‌شهر، یکی از شهرهای استان مازندران در شمال ایران است. این شهر در بخش مرکزی شهرستان رامسر و در پنج کیلومتری شرق شهر رامسر واقع شده‌است.

## وجه تسمیه
نام قدیمی کتالم، گَتِ لَم بوده که در زبان مازندرانی گَت به معنی بزرگ و لَم به معنای زمینی است که آب راکد زیادی دارد. نام سادات شهر هم در گذشته سادات محله بوده‌است که در دهه ۸۰ توسط شهردار وقت (مهدی جنت ) به سادات شهر تغییر یافت.

## مردم‌شناسی

### زبان
اگر حاشیه جنوب دریای خزر را از جهت مردم‌شناسی تقسیم‌بندی کنیم مردم این نواحی به سه بخش تالش، گیلک و مازندرانی تقسیم می‌شوند. مردم کتالم و سادات شهر مانند دیگر نقاط شهرستان رامسر به گویش رامسری سخن می‌گویند.

### جمعیت
جمعیت این شهر بر اساس سرشماری مرکز آمار ایران در سال ۱۳۹۵ برابر با ۲۰۷۱۶ نفر (۷۱۶۳ خانوار) بوده‌است.

## جاذبه‌های تاریخی و توریستی
از جاذبه‌های آن می‌توان به قلعه مارکوه، ارتفاعات ییلاقی، دوشنبه بازار کتالم، چهارشنبه بازار سادات شهر و چشمه‌های آب گرم معدنی سادات شهر که خاصیت درمانی نیز دارند اشاره کرد.
تمامی امکانات متداول برای مسافران وجود دارد به خصوص درمانگاه، داروخانه و انواع فروشگاه‌های عرضه‌کننده مواد غذایی. یکی از مراکز مهم سالمندان استان مازندران در خیابان دشت جَلَم کتالم قرار دارد.